# U-268
U-268 — средняя немецкая подводная лодка типа VIIC времён Второй мировой войны.

## История
Заказ на постройку субмарины был отдан 20 января 1941 года. Лодка была заложена 4 сентября 1941 года на верфи Бремен-Вулкан под строительным номером 33, спущена на воду 9 июня 1942 года. Лодка вошла в строй 29 июля 1942 года под командованием оберлейтенанта Эрнста Хейдеманна.

### Флотилии
- 29 июля 1942 года — 31 января 1943 года — 8-я флотилия (учебная)
- 1 февраля 1943 года — 19 февраля 1943 года — 1-я флотилия

### История службы
Лодка совершила один боевой поход, потопила одно судно, Vestfold, водоизмещением 14 547 брт и 3 военных корабля суммарным водоизмещением 873 тонн (перевозились на транспортном судне как палубный груз).
Потоплена 19 февраля 1943 года в Бискайском заливе к западу от Нанта, Франция, в районе с координатами 47°03′ с. ш. 05°56′ з. д. глубинными бомбами с британского самолёта типа «Веллингтон». 44 погибших (весь экипаж). Штатная численность экипажа U-268 составляла 45 человек, но лейтенант цур зее Вильгельм Дойч был смыт за борт 22 января, за четыре недели до гибели лодки.

### Волчьи стаи
U-268 входила в состав следующих «волчьих стай»:
- Habicht 12 — 19 января 1943
- Haudegen 22 января — 2 февраля 1943
- Nordsturm 2 — 9 февраля 1943